# Hossam Ashour
Hossam Ashour (tiếng Ả Rập: حسام عاشور, sinh ngày 9 tháng 3 năm 1986) là một cầu thủ bóng đá người Ai Cập. Anh thi đấu ở vị trí tiền vệ phòng ngự cho Al-Ahly và hiện tại anh là đội trưởng, cũng như thi đấu tại đội tuyển quốc gia Ai Cập. Anh được cổ động viên gọi là "The Unknown Soldier ".

## Danh hiệu
- Giải bóng đá ngoại hạng Ai Cập: 2004–05, 2005–06, 2006–07, 2007–08, 2008–09, 2009–10, 2010–11, 2013–14, 2015–16, 2016–17, 2017–18
- Cúp bóng đá Ai Cập: 2005–06, 2006–07, 2016–17
- Siêu cúp bóng đá Ai Cập: 2005, 2006, 2007, 2008, 2010, 2011, 2014, 2015, 2017
- CAF Champions League: 2005, 2006, 2008, 2012, 2013
- Cúp Liên đoàn bóng đá châu Phi: 2014
- Siêu cúp CAF: 2006, 2007, 2009, 2013, 2014